# Église de route

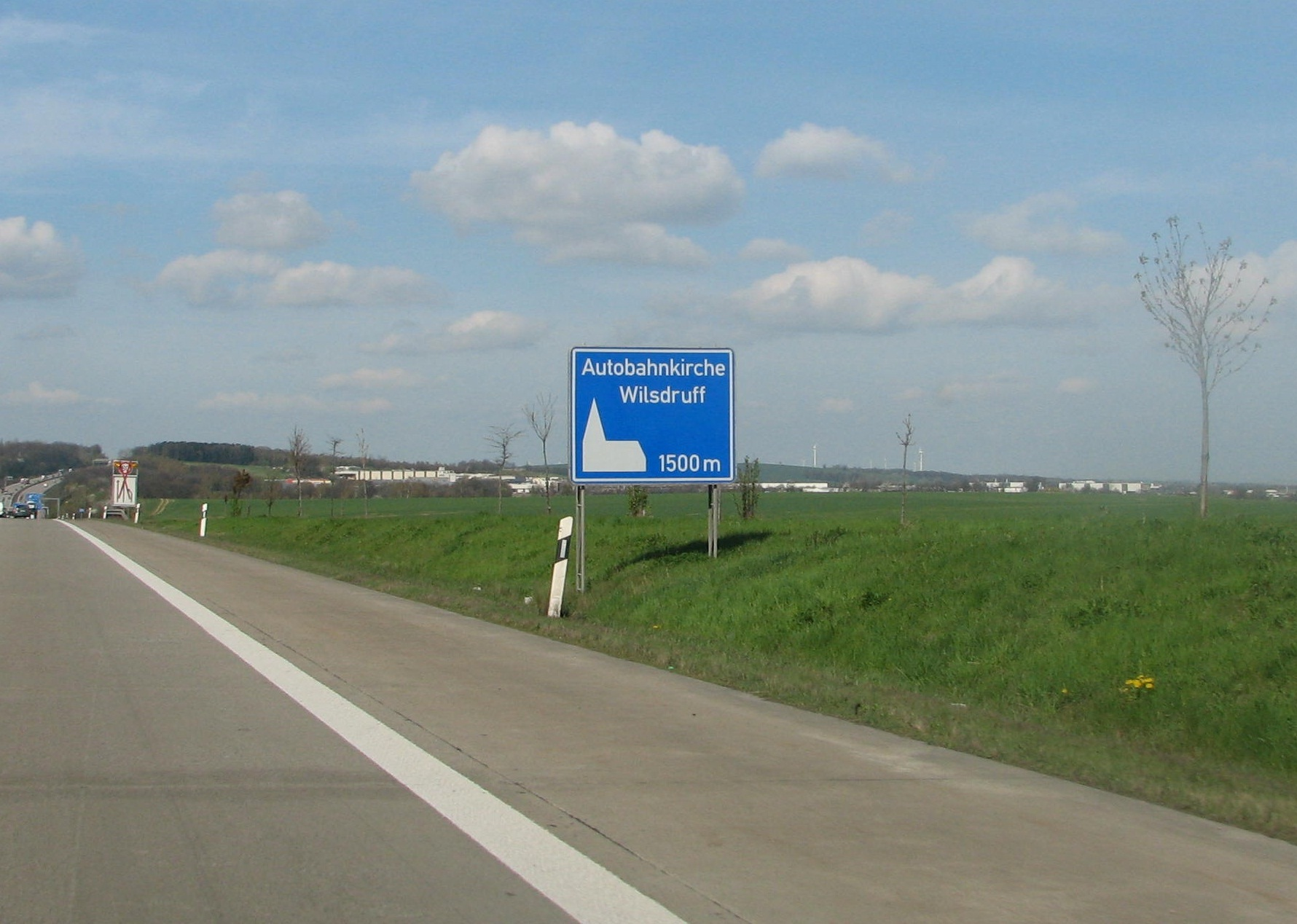
Panneau indicateur en Allemagne.

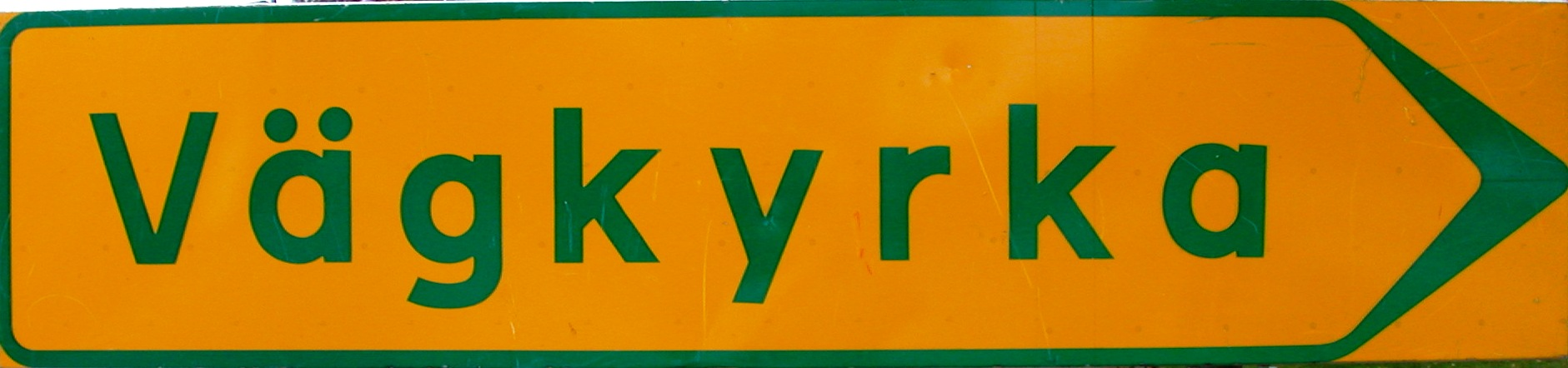
Panneau indicateur en Suède.

Une église de route est un bâtiment religieux qui fait partie d'un réseau d'églises au Danemark, en Allemagne (allemand : Autobahnkirche), en Estonie (estonien : Teeliste kirikud), en Finlande (finnois : tiekirkko), en Norvège (norvégien : veikirke), en Suède (suédois : vägkyrka) et en Russie. 
Les églises de route se trouvent souvent à proximité d'axes de circulation importants (autoroutes ou routes nationales) et sont ouvertes pour les touristes pendant la saison estivale, généralement en juin, juillet et août, la plupart aussi pendant toute l'année.
Les églises de route servent comme « aire de repos pour l'âme ».

## Galerie

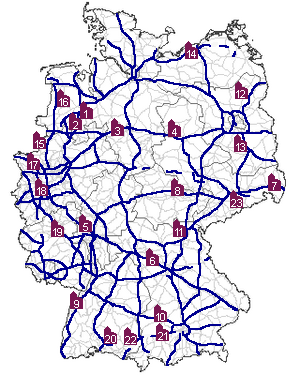
Les églises routières en Allemagne
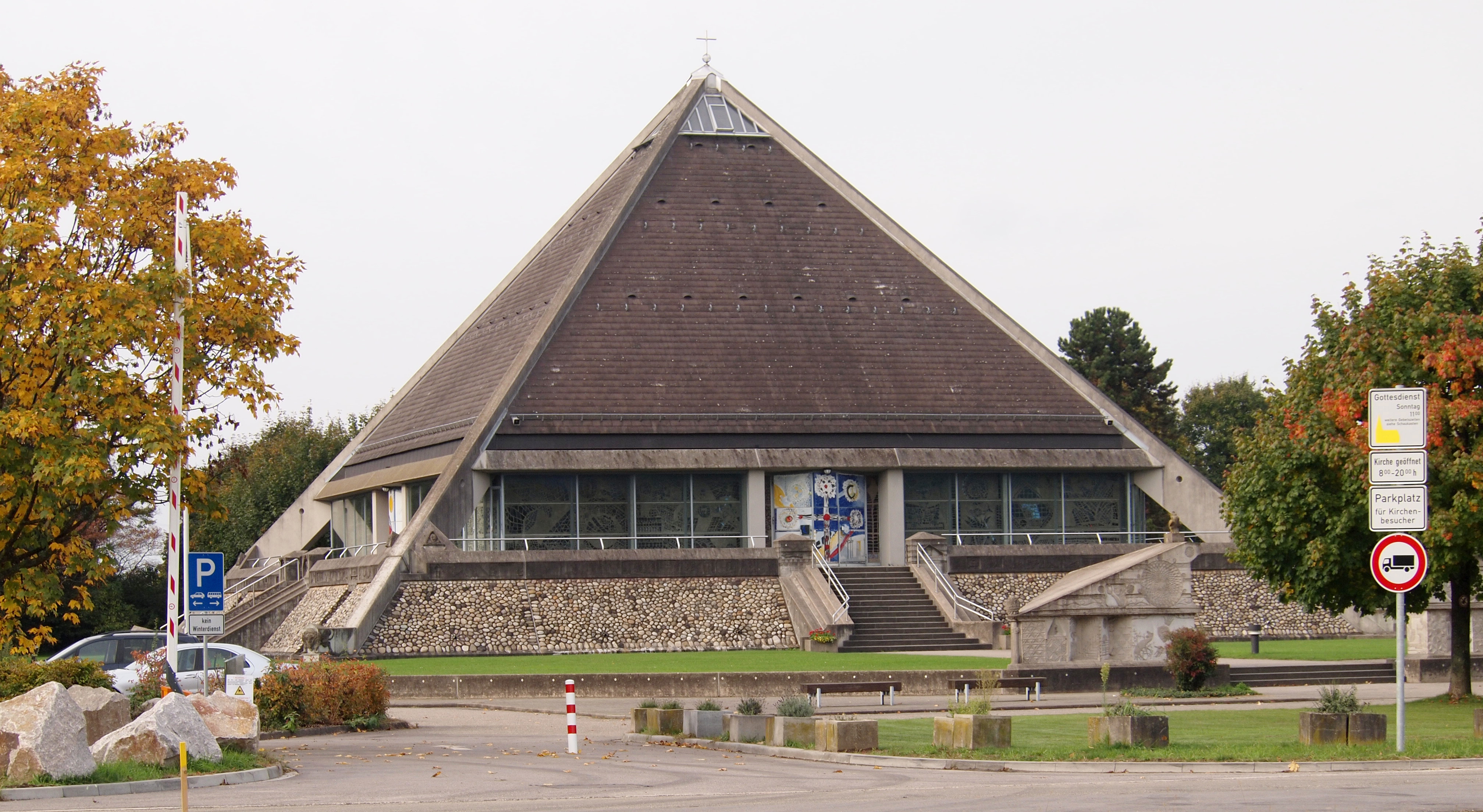
Aire de Baden-Baden
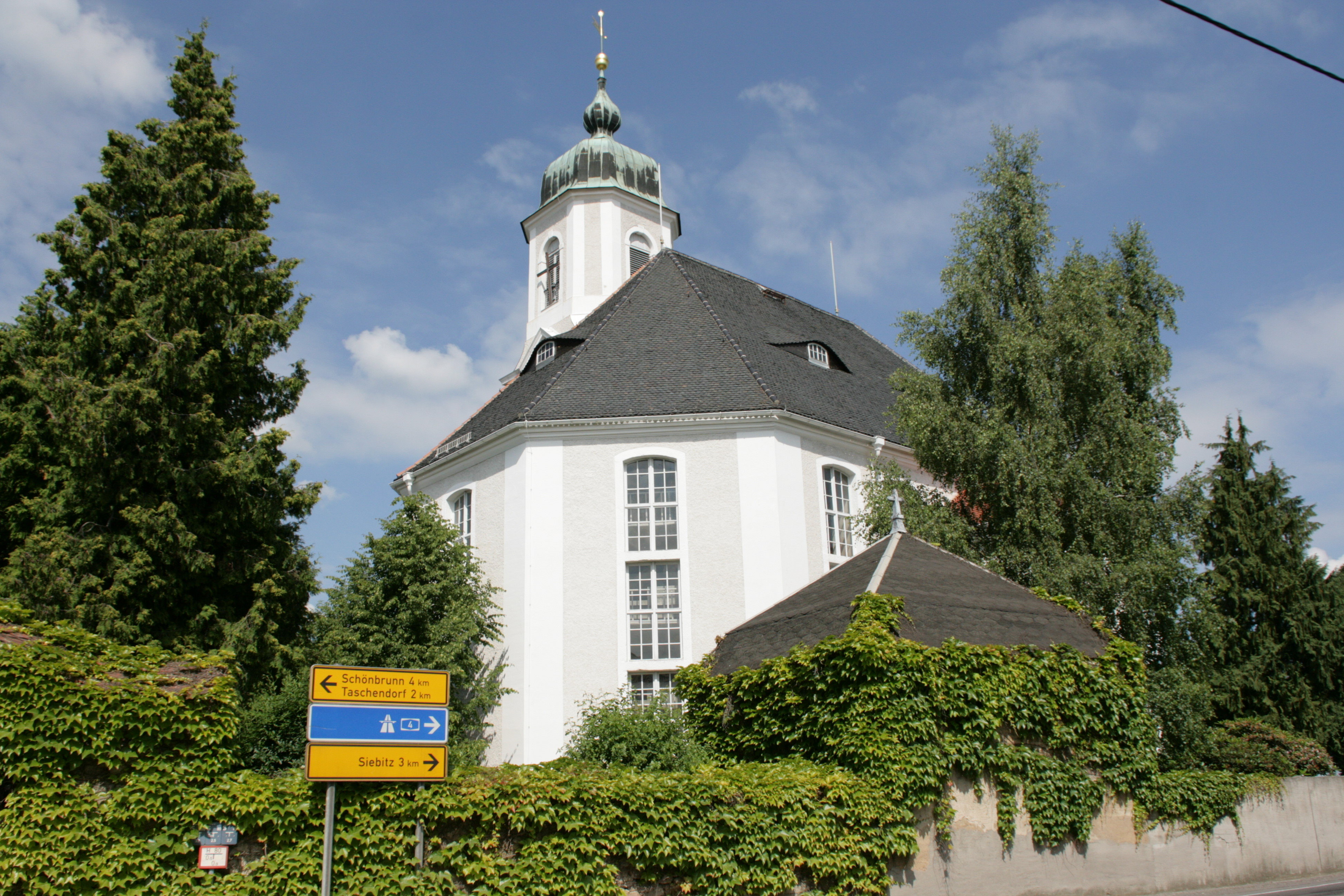
Burkau-Uhyst am Taucher
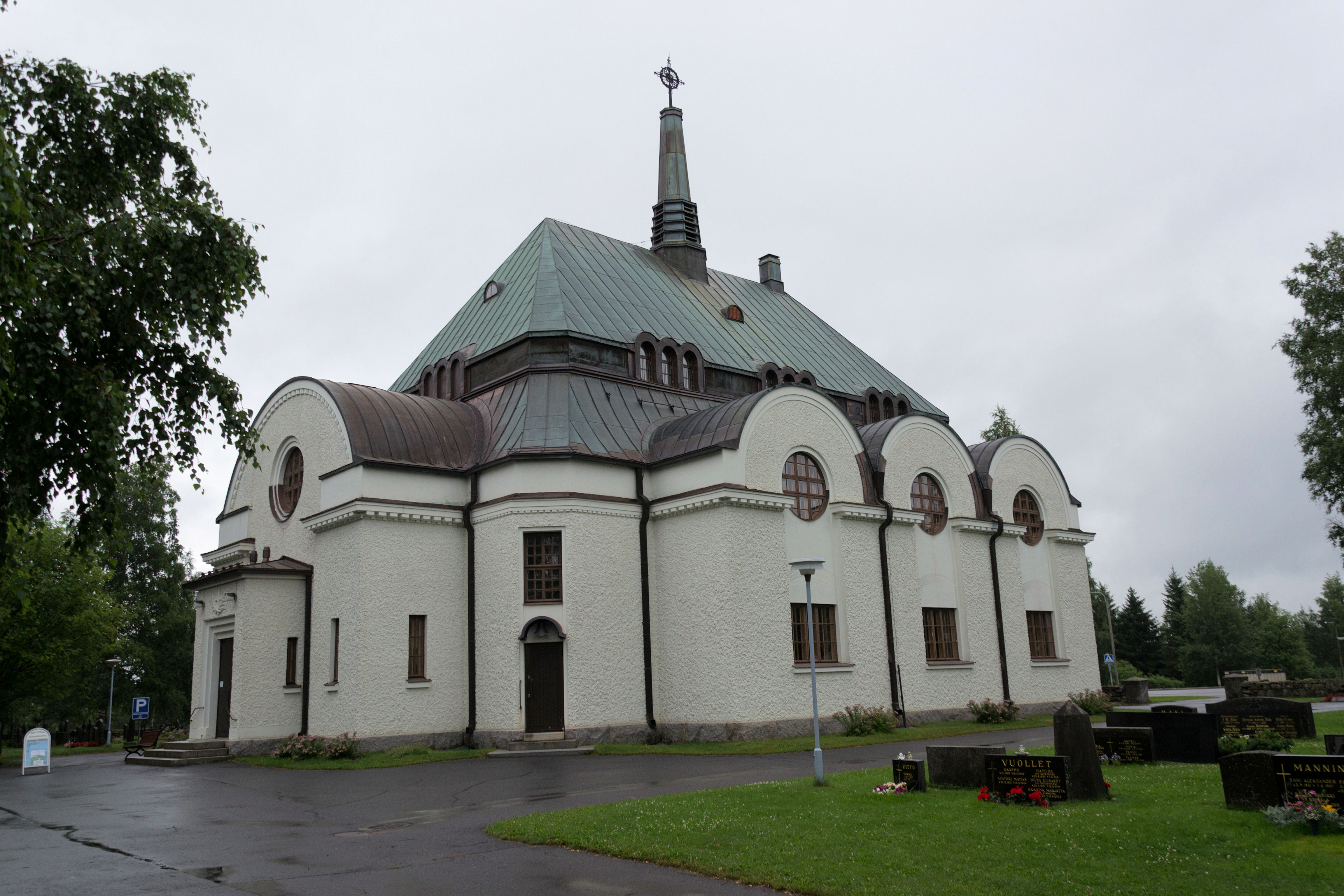
Église d'Alavus
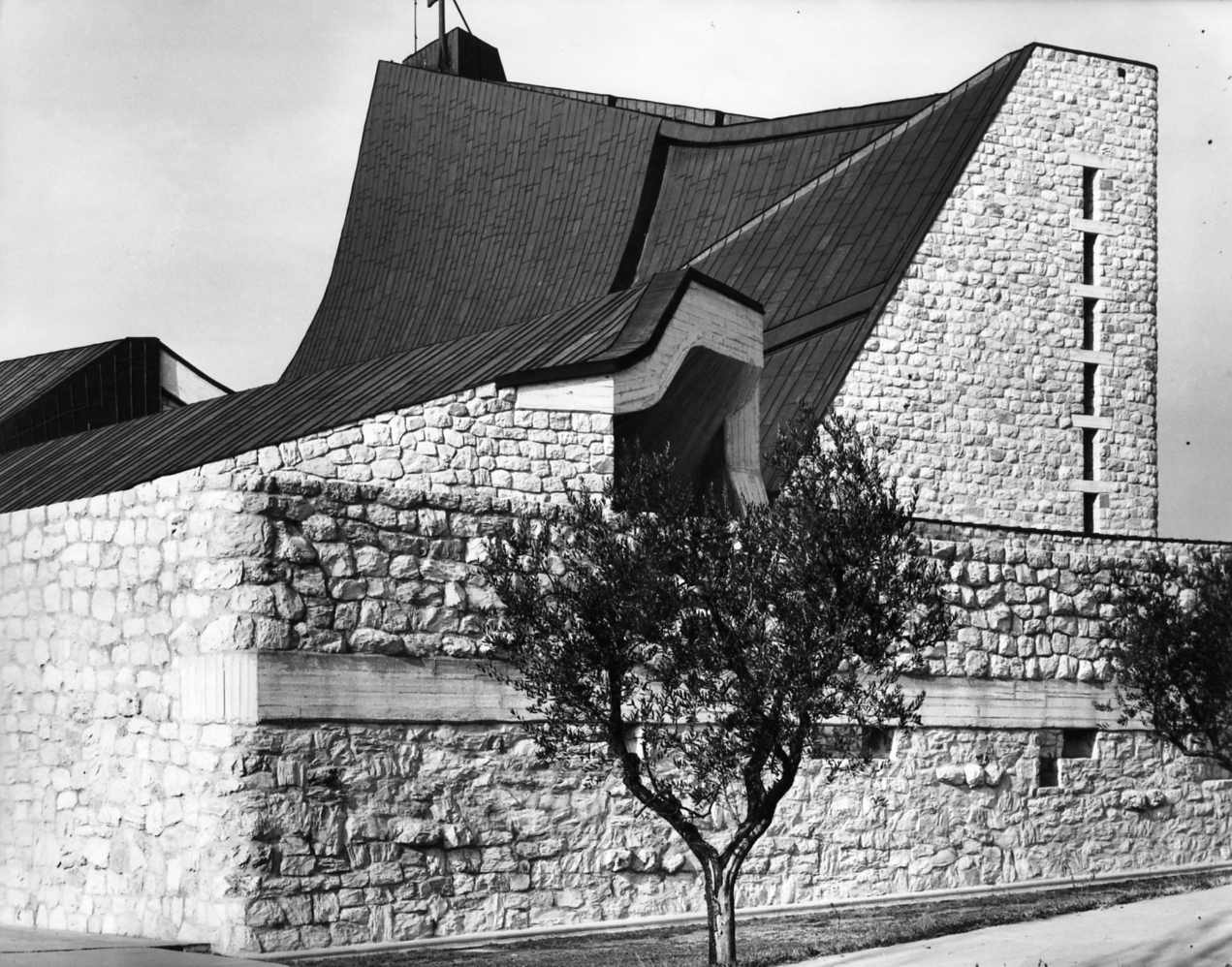
L'église de San Giovanni Battista, autoroute A11 (1960-64), dessinée par Giovanni Michelucci. Photo par Paolo Monti.
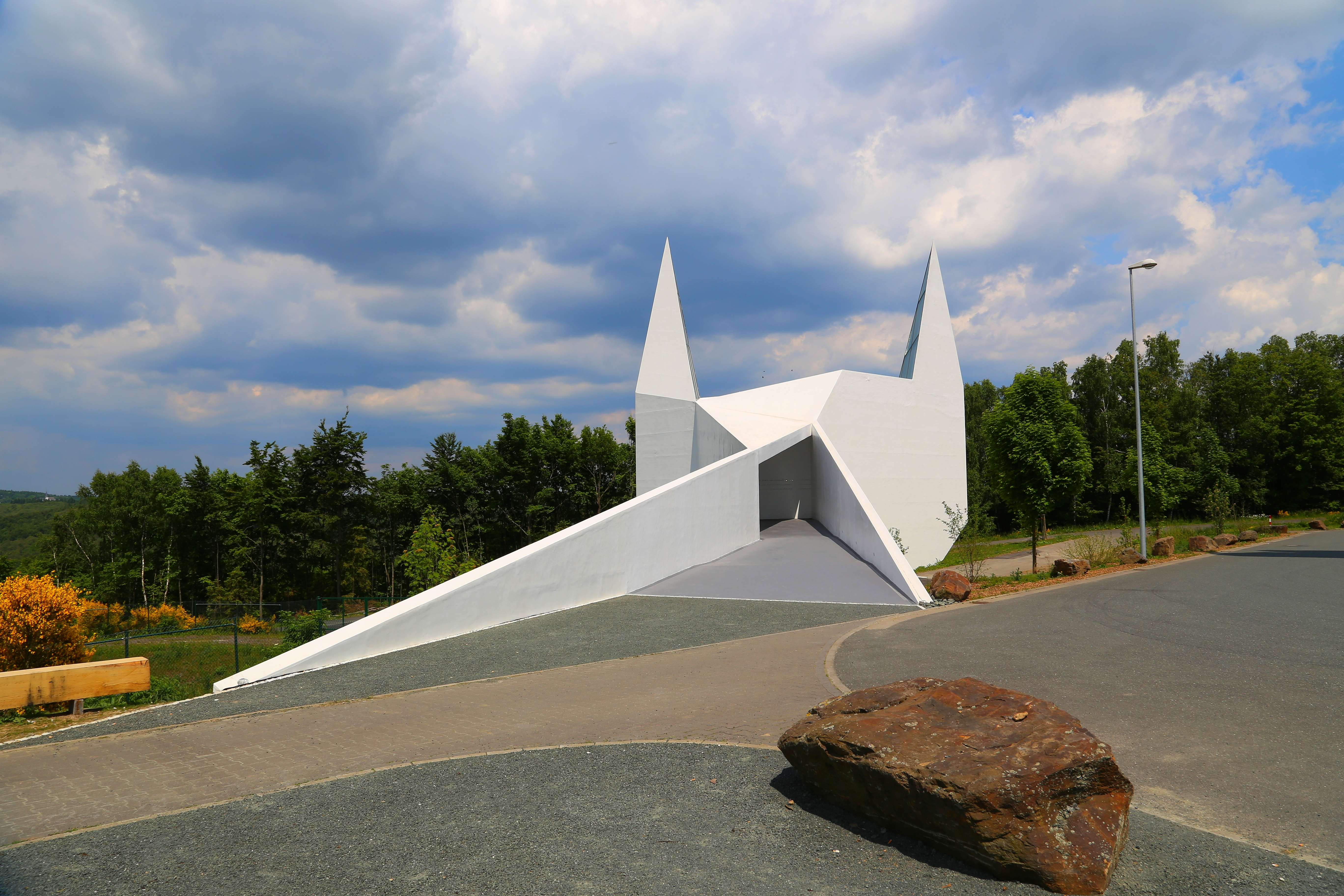
Église de l'autoroute de Siegerland